# 箱根恵明学園
箱根恵明学園（はこねけいめいがくえん）は、神奈川県足柄下郡箱根町宮ノ下413番地にある児童養護施設。

## 対象児童
- 父母と死別した・遺棄された児童
- 父母の行方不明，長期入院，拘禁，離婚、心身障害などで家庭環境が不良な児童
- 保護者から虐待を受けている児童（近年入所理由に占める割合が特に増加）
など、「家庭環境上、養護を要する（保護者のもとで生活させるのは無理）」と児童相談所に判断された児童。

## 概要
- 施設長：田崎吾郎

## 沿革
- 1946年（昭和21年）11月1日 - 東京都世田谷区成城町において乳児院として発足。
- 1949年（昭和24年）11月1日 - 神奈川県知事により恵明学園箱根幼児部の認可を得て開園。開園初期においては、東京乳児部に移った幼児教育を主体として県下の児童を併せ、養護に当る乳児期及び幼児初期のもっとも大切な養育期に混乱のあった子ども達の、あらゆる面での遅れを取り戻す為の幼児保育を行った。
- 1951年（昭和26年）5月 - 養育期に混乱のあった子ども達の、あらゆる面での遅れを取り戻す為の幼児保育を行った。、これのみではとてもおぼつかないことから、学校法人恵明学園小学校（私立）を併設し補強、促進教育を行い養護と教育の一貫した体系を樹立した。
- 1967年（昭和42年）
  - 6月 - 社会福祉法人箱根恵明学園の認可を得て、同法人の経営による養育施設として事業を継続。
  - 8月 - 神奈川県知事による認可を受ける。
- 1970年（昭和45年） - 鉄筋コンクリートに全面改築。
- 2017年（平成29年）7月 - 箱根町宮ノ下地区の旧箱根町立温泉小学校の建物譲渡契約を箱根町と交わす。
- 2019年（令和元年）5月26日 - 旧箱根町立温泉小学校を改築し移転。

## その他
- 旧校舎（小涌谷439-2）は箱根駅伝のコース（国道1号線）脇にあり、必ず毎年テレビ中継で紹介されていた。なお、2022年の第98回大会では、移転先の校舎のグラウンドに書かれた応援メッセージが紹介された。
- 学校法人恵明学園・恵明学園小学校を併設しており、施設内で暮らす小学生相当の児童だけでなく地域の小学生も通学している。
- 2019年6月6日現在43名が在籍する日本一小さな私立小学校とされ、クラスは複式学級となっている。
- 2019年5月26日に旧箱根町立温泉小学校跡地へ移転が完了した。従来の校舎は更地となる計画である。